# Robert Brunschvig
Robert Brunschvig (Bordeaux, 6 ottobre 1901 – Vanves, 16 febbraio 1990) è stato un islamista francese.

## Biografia
Insegnò dapprima Lingua francese nel Lycée Carnot di Tunisi dal 1922 al 1932 e successivamente "Histoire de la civilisation musulmane" nella Facoltà di Lettere dell'Università di Algeri (dal 1932 al 1946), in veste di Maître de Conférences. Subito dopo insegnò la medesima disciplina nella Facoltà di Lettere dell'Università di Bordeaux dal 1947 al 1955 e infine Islamologia in quella di Parigi.
Fu anche Direttore dal 1963 al 1968 dell'Institut d'Etudes Islamiques della Sorbona a Parigi e della prestigiosa rivista arabistica e islamistica Studia Islamica.
Di sentimenti dichiaratamente sionisti, ha lasciato un'importante testimonianza sugli ebrei nordafricani in Deux récits de voyage inédits en Afrique du Nord au xve siècle (1936).
Socio linceo, fu insignito dalla stessa Accademia del Premio "Giorgio Levi Della Vida" nel maggio del 1967.

## Opere scelte
- Études sur l'Islam classique et l'Afrique du Nord, Londra, Variorum reprint, 1986 (con traduzione del Libro dell'ordine e della difesa di al-Muzānī).
- La Berbérie orientale sous les Hafṣides, des origines à la fin du xve siècle (2 voll, 1940–47).
- "Ibn 'Abdalh'akam et la conquête de l'Afrique du Nord par les Arabes", in: Annales de l'Institut d'Etudes Orientales, 6 (1942–44), pp. 108–155. Riedita sulla rivista Al-Andalus, 40 (1975), pp. 129–179.
- Études d'islamologie, 2 voll., Parigi, Éditions G.-P. Maissoneuve & Larose, 1976.